# جک باربر
جک باربر (انگلیسی: Jack Barber; ۸ ژانویهٔ ۱۹۰۱ – ۳۰ مارس ۱۹۶۱) بازیکن فوتبال اهل بریتانیا بود.
از باشگاه‌هایی که در آن بازی کرده‌است می‌توان به باشگاه فوتبال چسترفیلد و باشگاه فوتبال منچستر یونایتد اشاره کرد.